# (3801) Thrasymédès
(3801) Thrasymédès, désignation internationale (3801) Thrasymedes, est un astéroïde troyen jovien.

## Description
(3801) Thrasymédès est un astéroïde troyen jovien, camp grec, c'est-à-dire situé au point de Lagrange L4 du système Soleil-Jupiter. Il présente une orbite caractérisée par un demi-grand axe de 5,324 UA, une excentricité de 0,022 et une inclinaison de 28,5° par rapport à l'écliptique.
Il est nommé en référence au personnage de la mythologie grecque Thrasymédès, acteur du conflit légendaire de la guerre de Troie.

## Compléments